# Electric Warrior
Electric Warrior — шостий студійний альбом англійської групи T. Rex, який був випущений 24 вересня 1971 року.

## Композиції
1. Mambo Sun - 3:40
2. Cosmic Dancer - 4:30
3. Jeepster - 4:12
4. Monolith - 3:49
5. Lean Woman Blues - 3:02
6. Get It On - 4:27
7. Planet Queen - 3:13
8. Girl - 2:32
9. The Motivator - 4:00
10. Life's a Gas - 2:24
11. Rip Off - 3:40

## Склад
- Марк Болан - вокал, гітара, бас, орган
- Міккі Фінн - бас, барабани, вокал
- Білл Легенда - ударні
- Говард Кейлан - бек-вокал
- Марк Волмен - бек-вокал